# Bataille de Rossbach
Pour les articles homonymes, voir Rossbach et Roßbach.
Guerre de Sept Ans
Batailles
- Minorque (navale) (1756)
- Pirna (1756)
- Lobositz (1756)
- Reichenberg (1757)
- Prague (1757)
- Kolin (1757)
- Hastenbeck (1757)
- Gross-Jägersdorf (1757)
- Moys (1757)
- Rochefort (1757)
- Rossbach (1757)
- Breslau (1757)
- Leuthen (1757)
- Carthagène (navale) (1758)
- Olomouc (1758)
- Saint-Malo (1758)
- Rheinberg (1758)
- Krefeld (1758)
- Domstadl (1758)
- Cherbourg (1758)
- Zorndorf (1758)
- Saint-Cast (1758)
- Tornow (1758)
- Lutzelberg (1758)
- Hochkirch (1758)
- Bergen (1759)
- Kay (1759)
- Minden (1759)
- Kunersdorf (1759)
- Neuwarp (navale) (1759)
- Hoyerswerda (1759)
- Baie de Quiberon (navale) (1759)
- Maxen (1759)
- Meissen (1759)
- Glatz (1760)
- Landshut (1760)
- Corbach (1760)
- Emsdorf (1760)
- Dresde (1760)
- Warburg (1760)
- Liegnitz (1760)
- Rhadern (1760)
- Berlin (1760)
- Kloster Kampen (1760)
- Torgau (1760)
- Belle-Île (1761)
- Langensalza (1761)
- Cassel (1761)
- Grünberg (1761)
- Villinghausen (1761)
- Ölper (1761)
- Kolberg (1761)
- Wilhelmsthal (1762)
- Burkersdorf (1762)
- Lutterberg (1762)
- Reichenbach (1762)
- Almeida (1762)
- Valencia de Alcántara (1762)
- Nauheim (1762)
- Vila Velha de Ródão (1762)
- Cassel (1762)
- Freiberg (1762)

- Jumonville Glen (1754)
- Fort Necessity (1754)
- Fort Beauséjour (1755)
- 8 juin 1755
- Monongahela (1755)
- Petitcoudiac (1755)
- Lac George (1755)
- Fort Bull (1756)
- Fort Oswego (1756)
- Kittanning (1756)
- En raquettes (1757)
- Pointe du Jour du Sabbat (1757)
- Fort William Henry (1757)
- German Flatts (1757)
- Lac Saint-Sacrement (1758)
- Louisbourg (1758)
- Le Cran (1758)
- Fort Carillon (1758)
- Fort Frontenac (1758)
- Fort Duquesne (1758)
- Fort Ligonier (1758)
- Québec (1759)
- Fort Niagara (1759)
- Beauport (1759)
- Plaines d'Abraham (1759)
- Sainte-Foy (1760)
- Neuville (1760)
- Ristigouche (navale) (1760)
- Mille-Îles (1760)
- Signal Hill (1762)

- Cap-Français (1757)
- Martinique (1759)
- Guadeloupe (1759)
- Dominique (1761)
- Martinique (1762)
- Cuba (1762)

- Chandernagor (1757)
- Plassey (1757)
- Gondelour (1758)
- Négapatam (navale) (1758)
- Condore (1758)
- Madras (1758)
- Pondichéry (navale) (1759)
- Masulipatam (1759)
- Chinsurah (1758)
- Wandiwash (1760)
- Pondichéry (1760-1761)
- Manille (1762)

- Saint-Louis (1758)
- Gorée (1758)
- Gambie

La bataille de Rossbach, pendant la guerre de Sept Ans, a lieu près du village de Rossbach dans la commune saxonne de Braunsbedra (actuellement dans le Land de Saxe-Anhalt, en Allemagne), le 5 novembre 1757. Elle oppose l'armée prussienne du roi Frédéric II aux troupes franco-impériales du roi Louis XV de France et de l'impératrice du Saint-Empire Marie-Thérèse d'Autriche.
Malgré un avantage numérique important (41 000 contre 22 000 hommes), l'armée franco-impériale commandée par le prince de Soubise, Charles de Rohan, est défaite, notamment en raison de la charge de la cavalerie prussienne dirigée par le général von Seydlitz.

## La bataille

### Les préliminaires
Dans cette guerre qui oppose toute l'Europe, l'armée des Habsbourg constitue alors la menace principale pour les Prussiens : elle avance en Silésie et se prépare à assiéger Schweinitz mais la lenteur de ses mouvements la rend peu dangereuse dans l'immédiat. L'armée russe, après sa victoire de Gross-Jägersdorf en août, reste sur l'expectative en raison de la maladie de l'impératrice Élisabeth qui laisse attendre une succession prochaine. À l'ouest, l'armée française du maréchal de Richelieu, ayant neutralisé le contingent britannique du Hanovre par la convention de Klosterzeven, semble en mesure de s'emparer de Halberstadt et de Magdebourg. Au sud-ouest, une autre armée française, commandée par le prince de Soubise et renforcée par un fort contingent germanique des Cercles impériaux commandés par le prince de Hildburghausen, avance en Thuringe dans le but de libérer la Saxe, occupée par Frédéric II de Prusse au début de la guerre. Frédéric II, utilisant les voies de communication intérieures, souhaite écarter les troupes franco-impériales de Soubise avant qu'elles ne puissent se joindre aux autres forces adverses. Il part de Dresde le 31 août avec 25 000 hommes et conduit ses troupes à marche forcée, parcourant 300 km en 13 jours. Afin d'accélérer sa marche, il laisse derrière lui ses moyens de transport de vivres, privilégiant un approvisionnement tout au long du périple. En même temps, il envoie une petite armée, commandée par le prince Ferdinand de Brunswick-Lunebourg, pour retarder l'avance de Richelieu. Ce dernier reste si peu actif, pendant cette partie de la campagne, que le bruit court qu'il a été acheté par le roi de Prusse pour la somme de 100 000 écus. En Thuringe, les deux armées rivales se meuvent en cherchant à encercler l'adversaire et elles se trouvent finalement dans une position de blocage. Pendant ce temps, un corps de cavalerie autrichien commandé par Andreas Hadik von Futak s'empare par surprise de Berlin, le 16 octobre, et lui impose une contribution de 200 000 thalers avant de se retirer. Frédéric II doit alors redéployer une partie de ses forces pour couvrir Berlin ; les forces franco-impériales en profitent pour avancer jusqu'à la Saale. Le corps impérial de Hildburghausen avance jusqu'à Leipzig, ville saxonne occupée et défendue par le maréchal prussien Keith, mais le maréchal impérial renonce à attaquer la ville de peur de causer sa destruction.

### Les dispositions initiales
Le camp prussien, le matin du 5 novembre 1757, se trouve entre Rossbach sur sa gauche et Bedra sur sa droite, face aux Alliés. Bien que le général français, Charles de Rohan, prince de Soubise, et le général impérial Joseph Friedrich von Sachsen-Hildburghausen, feld-maréchal d'Empire, aient manœuvré les jours précédents afin d'éviter l'affrontement avec Frédéric, ils se trouvent désormais entre Branderoda sur leur droite et Mücheln sur leur gauche. Les avant-postes prussiens sont dans les villages immédiatement à l'ouest de leur camp, ceux des Alliés sur les collines de Schortau et Galgenberg.

### Les manœuvres initiales

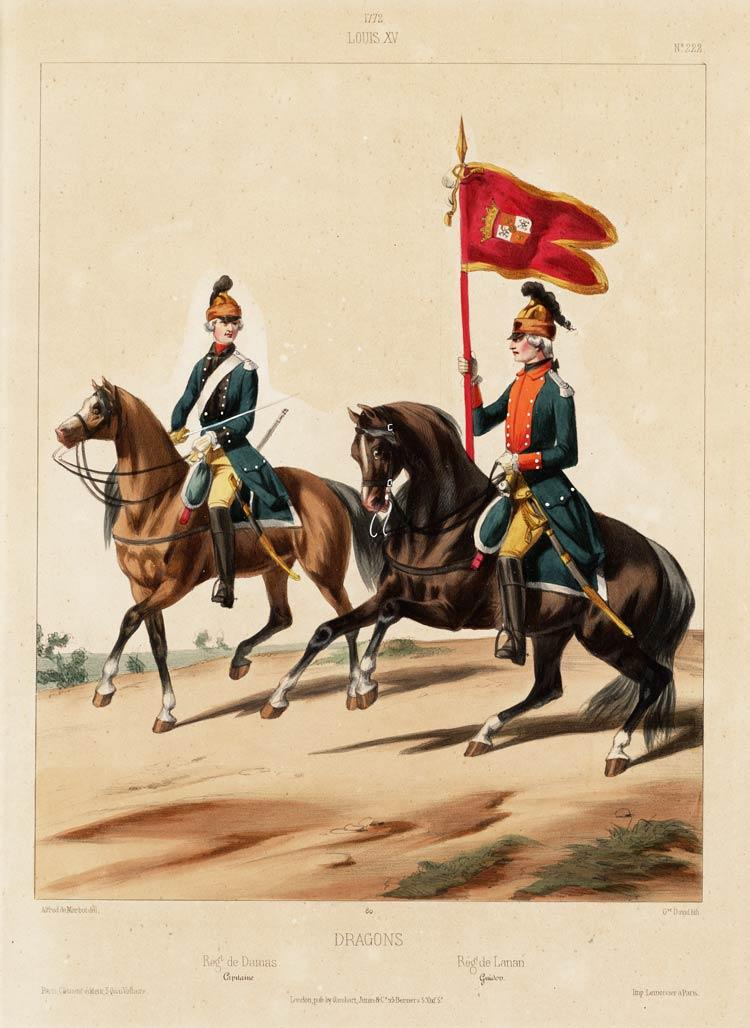
Dragons français du régiment de Damas, 1772.

Les Alliés avec environ 41 000 hommes disposent d'une supériorité numérique de deux contre un. Leurs postes avancés dépassent toutes les parties du camp de Frédéric. Ils ont eu le dessus lors des manœuvres des jours précédents, et le duc de Hildburghausen est déterminé à prendre l'offensive. Il a quelques difficultés, cependant, à convaincre le prince de Soubise de prendre le risque d'un affrontement si bien que les Alliés ne lèvent le camp que le 5. Soubise a probablement l'intention d'engager la bataille le plus tard possible dans la journée avec l'idée de gagner quelques avantages par une action partielle. Le plan de l'armée alliée nécessite de marcher sur Zeuchfeld, sur la gauche de Frédéric, à découvert, puis se déployer en ordre de bataille, face au nord, entre Reichardtswerben sur la droite et Pettstädt sur la gauche. Aussi bien le déploiement proposé par le Duc que l'objectif limité de Soubise semble susceptible de réussir et permettre la prise de la position qui menace de couper les forces de Frédéric des villes sur la Saale. Les Alliés s'inquiètent du risque en cas d'intervention des Prussiens sur leur flanc. Une hâtive modification de leur plan initial mène les Alliés au désastre.
Frédéric passe la matinée à observer l'ennemi depuis le toit d'une maison de Rossbach. Leurs premiers mouvements le convainquent que les Alliés déplacent leurs vivres du sud vers le nord et à midi il part déjeuner laissant le capitaine von Gaudi au poste d'observation. L'officier a une tout autre interprétation des intentions des Alliés parce que les colonnes, que l'on peut observer de temps à autre au travers des ondulations du terrain, semblent tourner vers l'est en direction de Zeuchfeld. Le roi s'aperçoit à son tour que la cavalerie et l'infanterie ennemies se sont rapprochées de Pettstädt, il comprend les intentions réelles de ses ennemis. Les Alliés lui offrent désormais l'occasion de la bataille pour laquelle il avait manœuvré en vain et il la saisit sans hésitation.

### Le piège
L'armée prussienne quitte ses quartiers et se déplace en laissant un petit contingent de troupes pour s’opposer à l'avant-garde française, le flanc protégé par la colline Schortau. Une demi-heure plus tard, le roi donne l'ordre d'attaquer l'ennemi. Les Alliés en marche se partagent en deux grandes colonnes principales, la première ligne sur la gauche, la deuxième ligne sur la droite ; plus loin sur la droite une colonne de réserve s'avance et entre la première et deuxième colonne se trouve l'artillerie. L'aile droite de cavalerie est en tête alors que l'aile gauche de cavalerie se trouve à la queue des deux colonnes principales. Au début, ils observent les consignes de distances, mais après Zeuchfeld, une certaine confusion s'installe. Une partie de l'infanterie appartenant à la réserve s'insère entre les deux colonnes principales entravant les mouvements de l'artillerie.
Une petite troupe est lancée vers Rossbach. D'après ce que l'on peut supposer, lorsque les Alliés constatent que les Prussiens se déplacent vers l'est, ils pensent que ces derniers sont sur le point de se retirer pour éviter d'être attaqués sur le flanc et sur l'arrière. Les généraux Alliés ordonnent donc d'accélérer la marche, envoyant la première ligne et la cavalerie de l'aile droite vers Reichardtswerben. Ils font appel à une partie de la cavalerie de l'aile gauche afin de participer à l'opération. Cela se révèle une erreur fatale.

### Le piège se referme

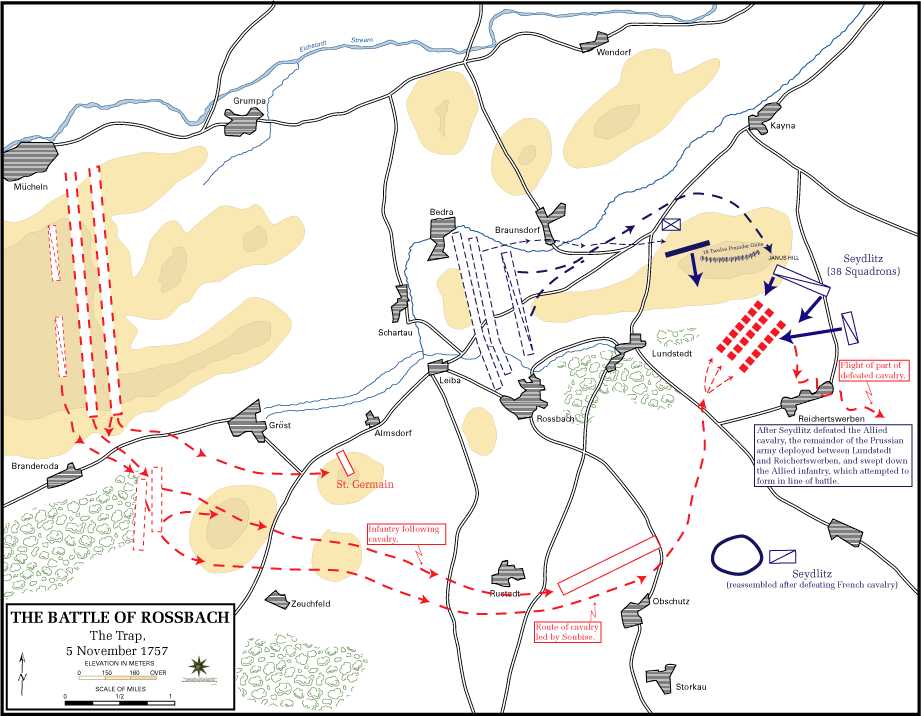
Le piège.

Soubise et le duc ne comprennent pas que la manœuvre de Frédéric a pour but une attaque avant qu'ils prennent position. Ils ont pris plus de trois heures pour démonter leur campement et il leur paraît impossible que les troupes de Frédéric aient pu en faire autant en six fois moins de temps. De plus, il est évident que les Prussiens ne se déploient pas en ordre de bataille face à Rossbach et Nahlendorf.

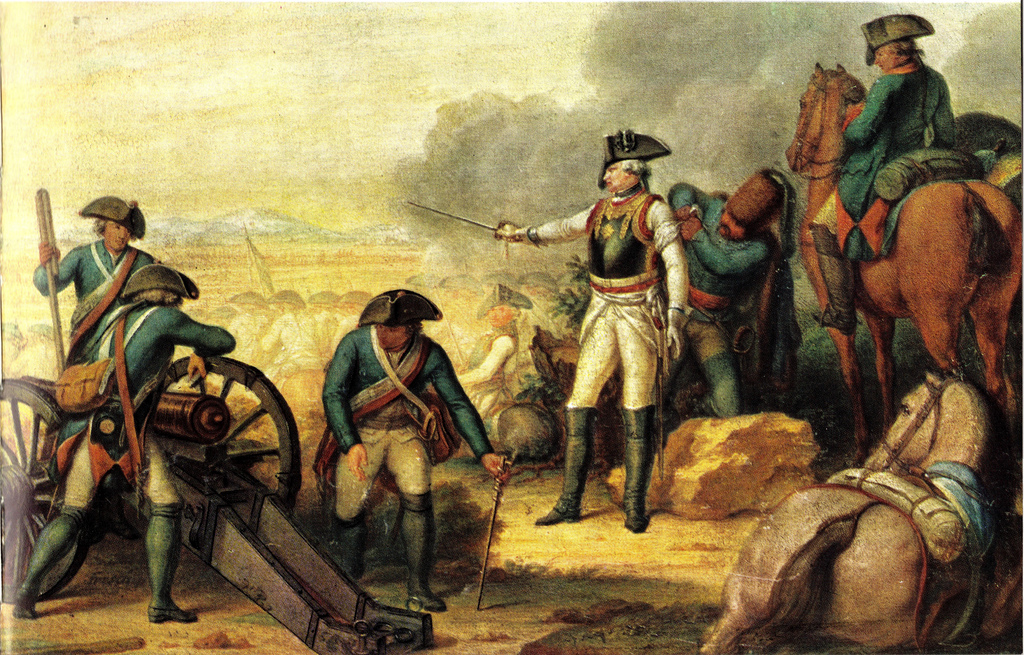
Seydlitz à la bataille de Rossbach, tableau de Johann Christoph Frisch, 1799.

Frédéric n'a pas l'intention de se placer parallèlement à l'ennemi ni de se retirer. Comme son armée peut se déplacer deux fois plus rapidement que ses adversaires, il a l'intention de faire un détour, caché par les collines de Janus et Pölzen, et fondre sur eux par surprise par l'est. Si lors de l'affrontement les alliés avaient déjà formé leur ligne de bataille, face au nord, l'attaque les aurait atteints sur leur flanc, et s'ils avaient été encore en ordre de marche vers l'est ou le nord-est, les têtes des colonnes auraient été écrasées avant que le reste des troupes ait pu se déployer dans la nouvelle direction. À cette fin le général von Seydlitz, avec tous les escadrons disponibles, se hâte à l'est de Rossbach, derrière la colline de Janus vers celle de Pölzen, le colonel von Moller, avec dix-huit canons lourds, entre en action sur la colline de Janus à 3h15 contre les colonnes de la cavalerie alliée qui avancent vers lui, et l'infanterie prussienne suit aussi rapidement que possible.

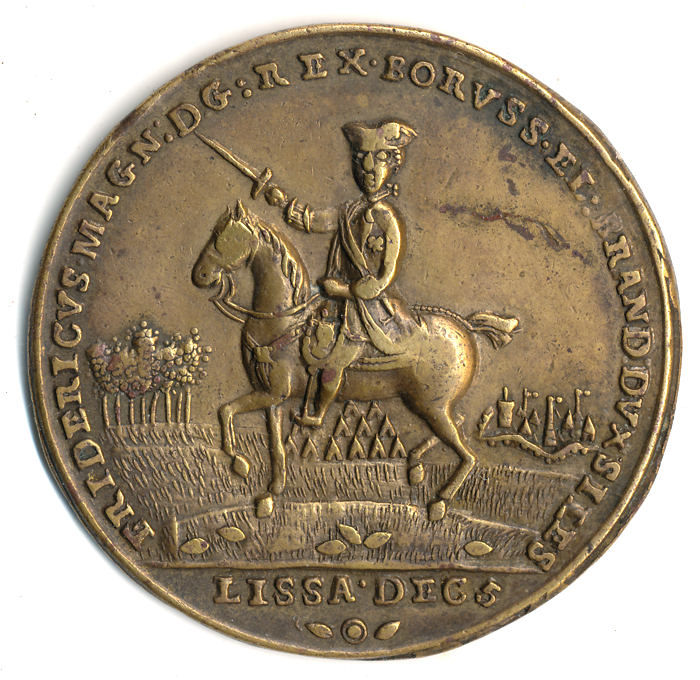
Médaille commémorant la Bataille de Rossbach, bronze, 48 mm.

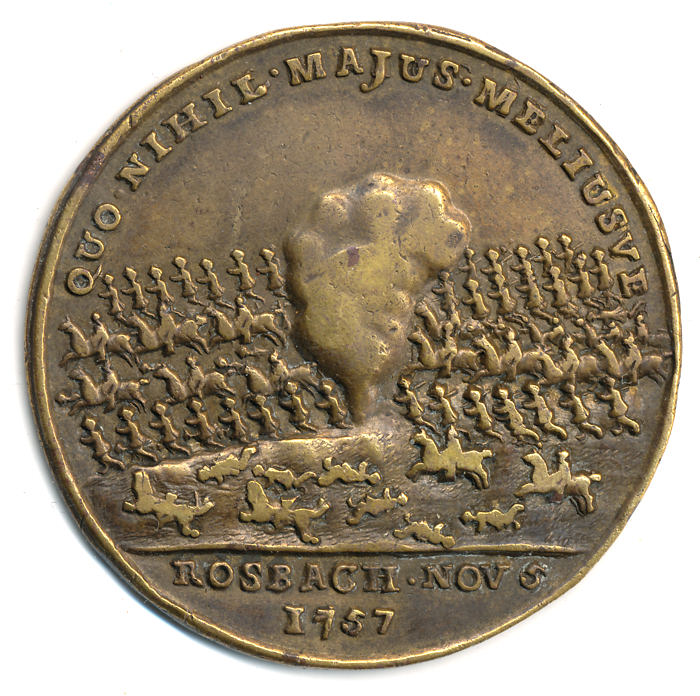
Revers de la médaille commémorant la Bataille de Rossbach.

La cavalerie alliée qui se trouve au nord de Reichardtswerben et bien en avance sur l'infanterie, est sous le feu de l'artillerie de Moller et subit de grosses pertes. Comme il est habituel d'employer des armes lourdes pour protéger une retraite, les Alliés se contentent de ne mettre que quelques batteries en action. Ils sont surpris lorsque les trente-huit escadrons de von Seydlitz se jettent, à une vitesse incroyable, à la tête et sur le flanc droit de leurs colonnes depuis la colline de Pölzen. Le résultat reste incertain pendant un court moment. Von Seydlitz lance son dernier escadron, et combattant lui-même comme un simple soldat, il reçoit une grave blessure. La mêlée se déplace rapidement vers le sud, au-delà de l'infanterie alliée, et finalement von Seydlitz réaligne ses cavaliers dans un terrain creux près de Tagewerben, prêts pour une prochaine attaque. Ce premier épisode ne dure qu'une demi-heure, et pendant ce temps l'infanterie prussienne, répartie sur la gauche, descend de la colline de Janus afin d'affronter l’infanterie alliée, en pleine confusion et découragée. Une grande partie de la cavalerie alliée a été réduite en morceaux et bon nombre de cavaliers piétinent les hommes en tentant de fuir.

### Dernières tentatives
L'infanterie alliée, comme avait tenté la cavalerie, essaie de déployer certains régiments à la tête de la colonne. Les Français en particulier forment une ou deux colonnes et attaquent à la baïonnette. Mais les canons de Moller, qui avaient avancé avec l'infanterie prussienne perforent les lignes d'attaque. Quand les Français arrivent à une distance efficace, l'attaque est anéantie par les rapides et méthodiques salves des Prussiens.
Pendant ce temps, les Alliés tentent en vain de former une ligne de bataille. Les deux principales colonnes sont proches l'une de l'autre au cours de leur marche vers Pettstädt. La réserve, qui est enchevêtrée entre les deux colonnes principales réussit à s’extraire seulement par morceaux, s'efforçant de se regrouper et l'artillerie de réserve essaie, sans succès, de faire de même. L'infanterie prussienne encore échelonnée sur la gauche et qui a déjà repoussé les Français intervient rapidement contre cette masse désordonnée. Quelques salves contre la tête et le flanc gauche de la colonne suffissent à créer d'autres désordres, et puis depuis Tagewerben, les escadrons regroupés par von Seydlitz chargent l'ennemi de manière inattendue.
L'infanterie alliée rompt les rangs et s'enfuit. Soubise et le Duc, tous deux blessés, réussissent à conserver un ou deux régiments compacts, mais le reste des troupes est dispersé dans la campagne. La bataille a duré moins d'une heure et demie et le dernier sursaut de l'infanterie moins de quinze minutes. Seulement sept bataillons prussiens ont été engagés contre l'ennemi.
Von Seydlitz et le Prince Henry de Prusse, les commandants de la cavalerie et de l'infanterie ont été tous deux blessés. Le total des pertes de l'armée prussienne se monte à 550 hommes contre environ 8 000 soldats hors de combat dont 5 000 prisonniers pour les Alliés.

## Les conséquences

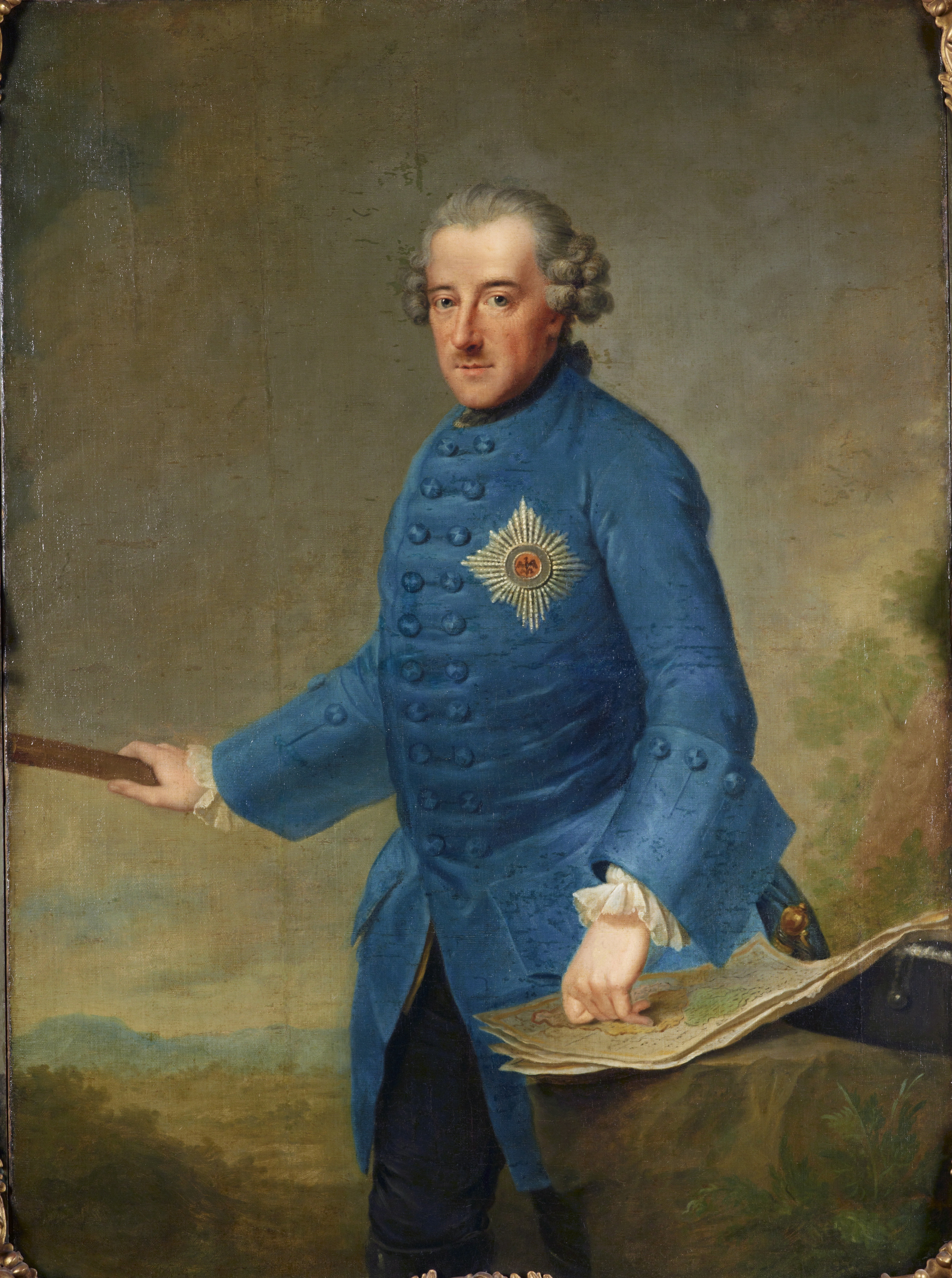
Portrait de Frédéric II (1763)
par Johann Georg Ziesenis (1716-1777).

Militairement, les conséquences de la bataille restent limitées, l'adversaire principal de la Prusse restant l'Autriche et son énergique impératrice Marie-Thérèse. Frédéric, après avoir fait de nombreux prisonniers, renonça à poursuivre les Français pour se porter immédiatement vers la Silésie. 
Les conséquences morales, elles, furent considérables. L'armée française, considérée jusque-là comme la première d'Europe, avait été mise en déroute par les bataillons prussiens aguerris. L'émotion de la victoire ne se limita pas à l'Allemagne : Frédéric, après la bataille qu'il avait présentée comme une « promenade », fut vénéré comme une idole en Angleterre et en Amérique du Nord, des rues et des auberges reçurent son nom. 
La victoire prussienne encouragea le Parlement britannique, sous l'impulsion de William Pitt l'Ancien, à rejeter la convention de Klosterzeven qui imposait l'inaction à l'armée britannique du Hanovre. Les Britanniques demandèrent à Frédéric II de leur prêter un de ses meilleurs généraux, son beau-frère le prince Ferdinand de Brunswick-Lunebourg, pour commander l'armée combinée des Britanniques et de leurs alliés d'Allemagne du Nord : Frédéric II, couvert sur son flanc ouest, pouvait reporter le gros de ses forces contre l'Autriche.
Même à Paris, d'enthousiastes démonstrations de sympathie de la part de l'opposition constituée d'intellectuels autour de Voltaire et d'autres, parmi lesquels des représentants de l'aristocratie française, s'exprimèrent en faveur du monarque prussien. Voltaire écrivit de nouveau un éloge sur son royal ami ; dans l'Europe entière, des récits rendirent hommage et présentèrent le roi de Prusse comme un nouveau Jules César. Le ministre des Affaires étrangères l'abbé Bernis fit valoir qu'une nouvelle intervention contre la Prusse serait sans résultat et il prit position pour la conclusion de la paix, ce qui accéléra la fin de sa carrière.
Les contemporains n'ont pas manqué de critiquer le favoritisme de Louis XV qui maintint en poste un général battu comme Soubise. Frédéric II lui-même ironise : « M. d'Estrées, pour avoir gagné la bataille de Hastenbeck, fut rappelé ; M. de Soubise, pour avoir perdu celle de Rossbach, fut déclaré peu après maréchal de France ».
Napoléon Ier se montre tout aussi sévère envers Soubise à qui il reproche d'avoir voulu imiter la manœuvre favorite de Frédéric II, l'ordre oblique : « À la bataille de Rossbach, le prince de Soubise imagina de vouloir singer l'ordre oblique. Il fit une marche en flanc devant la position du roi. Les résultats en sont assez connus : Frédéric, à Kolin, ne perdit que son armée ; Soubise, à Rossbach, perdit à la fois son armée et l'honneur ».
Mais surtout Rossbach devint – comme on le voit jusque dans Dichtung und Wahrheit de Goethe – le signe d'une nouvelle mentalité allemande. Conscience nationale et confiance en soi furent la devise des générations émergentes. Le dépassement des vieux particularismes trouva son point de référence, son personnage symbolique dans le victorieux roi de Prusse.

### Les reproches en France
Après la défaite, un petit poème brocardant le vaincu de Rossbach court les rues de Paris :
Une autre chanson, « les reproches de La Tulipe à Madame de Pompadour » retrace ce cruel épisode de la guerre de Sept Ans. Les paroles ont été attribuées, sans qu'on ait la certitude qu'il en fût le véritable auteur, à Voltaire[réf. nécessaire].
Dans ce texte, il est reproché à La Pompadour d'avoir usé de son influence pour mettre à la tête d'une armée française un incapable notoire, le général Charles de Soubise.

## Sous Napoléon
Après Iéna, Napoléon fit détruire le monument qui avait été élevé pour célébrer la victoire des Prussiens. Un tableau de Pierre-Auguste Vafflard, représentant la mise à bas de la colonne fut exposé au salon de 1806, Desfontaines-Lavallée, composa une pièce sur ce thème.

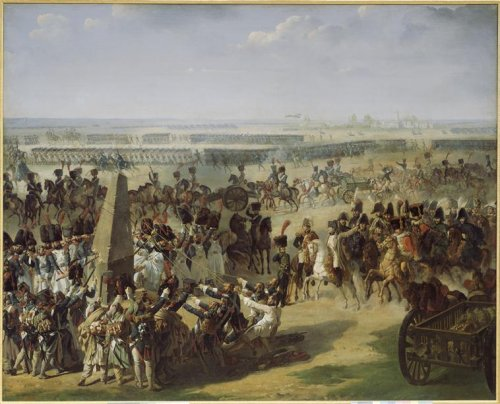
Pierre-Antoine Vafflard, L’Armée française renverse la colonne commémorative de Rossbach le 18 octobre 1806

## Sources
- (it) Cet article est partiellement ou en totalité issu de l’article de Wikipédia en italien intitulé « Battaglia di Roßbach » (voir la liste des auteurs).

- (en) Cet article est partiellement ou en totalité issu de l’article de Wikipédia en anglais intitulé « Battle of Rossbach » (voir la liste des auteurs).